# Zuid-Melanesische rupsvogel
De Zuid-Melanesische rupsvogel (Coracina caledonica) is een rupsvogel die  endemisch is  op Vanuatu, Loyaliteitseilanden en Nieuw-Caledonië

## Kenmerken
De Zuid-Melanesische rupsvogel is een vrij grote rupsvogel van 32 tot 37 cm lengte met een lange rechthoekige staart. Het verenkleed is overwegend zwartgrijs. De vogel komt voor in subtropisch en tropisch regenbos, vaak in berggebieden.

## Status
De grootte van de populatie is niet gekwantificeerd, maar er is geen aanleiding te veronderstellen dat de soort bedreigd wordt in zijn voortbestaan; daarom staat de Zuid-Melanesische rupsvogel als niet bedreigd op de Rode Lijst van de IUCN.

## Verspreiding en leefgebied
De soort komt voor op een aantal eilanden in het zuiden van Melanesië en telt vier ondersoorten:
- C. c. thilenii: Vanuatu.
- C. c. seiuncta: Erromango.
- C. c. lifuensis: Lifou, een eiland van de Loyaliteitseilanden.
- C. c. caledonica: Nieuw-Caledonië.